# Microsynodontis
Microsynodontis (Мікросинодонтіс) - рід риб родини Пір'явусі соми ряду сомоподібні. Має 12 видів. Інша назва «карликовий пір'явусий сом». Наукова назва походить від грецьких слів mikros, тобто «маленький», та synodon — «з зубами, що зростають разом».

## Опис
Загальна довжина представників цього роду коливається від 2,5 до 10 см. Голова коротка, широка, сплощена зверху. Самці мають численні скупчення горбиків на голові. Очі невеличкі, яйцеподібні, розташовані у верхній частині голови. Рот у формі півмісяця. Губи складчасті. Біля рота присутні 3 пари помірно довгих вусів. Зуби (60—120) на верхній щелепі загострені, на нижній — гакоподібні. Зяброві отвори вузькі. Тулуб подовжений та кремезний. Спинний плавець помірно високий, короткий в основі, з 2 жорсткими променями. Жировий плавець доволі довгий. У самців є конічний генітальний сосочок, що розташовано позаду ануса. Грудні плавці витягнуті, мають невеличкі шипи із зовнішнім вирізом. Черевні плавці короткі. У самиць — сосочок маленький, має сплюснений наконечник. Хвостовий плавець округлий або лапатий і роздвоєний.
Види відрізняються один від одного насамперед своїм забарвленням. Також колір змінюється з віком. Основний фон має темно-коричневе забарвлення з більш світлими поперечними смугами.

## Спосіб життя
Це демерсальні риби. Зустрічаються в невеликих притоках і струмках. Одні види полюбляють кам'янисто-піщані ґрунти, інші — піщані мілини, вистелені опалим листям, під яким сомики ховаються. Течія в місцях проживання цих риб — від слабкої до помірної. Вдень ховаються в річкових укриттях — серед корчів або каміння. Відпочиваючи, соми можуть приймати чудернацькі пози. Активні вночі. Живляться дрібним водними безхребетними.

## Розповсюдження
Мешкають у басейнах річок Нігер, Івіндо, Санагі, Кампо — від Гвінеї й Ліберії до Конго.

## Тримання в акваріумі
Потрібен акваріум від 70—100 літрів. На дно насипають дрібний пісок білого або жовтого кольору. Зверху стелять опале листя. Із декорацій годяться корчі й каміння середнього розміру. Уздовж задньої стінки можна висадити рослинність.
Сомиків тримають групою від 5-7 особин. Між собою не конфліктують. Зазвичай кілька особин ділять одне укриття. Сусідами можуть стати африканські карпозубі, карликові цихліди і соми з родини амфілієві. Їдять будь-який живий харч відповідного розміру, а також замінники. Звикають до сухого харч. Беруть тільки з дна. З технічних засобів знадобиться внутрішній фільтр середньої потужності для створення помірної течії, компресор. Температура тримання повинна становити 22—26 °C.

## Види
- Microsynodontis armatus
- Microsynodontis batesii
- Microsynodontis christyi
- Microsynodontis emarginata
- Microsynodontis hirsuta
- Microsynodontis laevigata
- Microsynodontis lamberti
- Microsynodontis nannoculus
- Microsynodontis nasutus
- Microsynodontis notata
- Microsynodontis polli
- Microsynodontis vigilis